# 大波拉納
大波拉纳（發音：[ˈʋeːlika ˈpoːlana]），是斯洛維尼亞大波拉纳市镇的城鎮及其行政中心。城镇面积为7.61平方公里，2019年人口数量为870人。
该地已被指定為“鸛村”（即擁有10個或更多鸛巢的聚居地）。也是斯洛維尼亞作家米甚科·克拉涅茨的故鄉。可以參觀他出生时的房子（也是旅遊信息處）。

## 教堂
當地的堂區教堂獻給耶穌聖心，屬於天主教穆爾斯卡索博塔教區。它建於1924年。

## 外部連結
- Velika Polana on Geopedia （页面存档备份，存于）